# فاشية

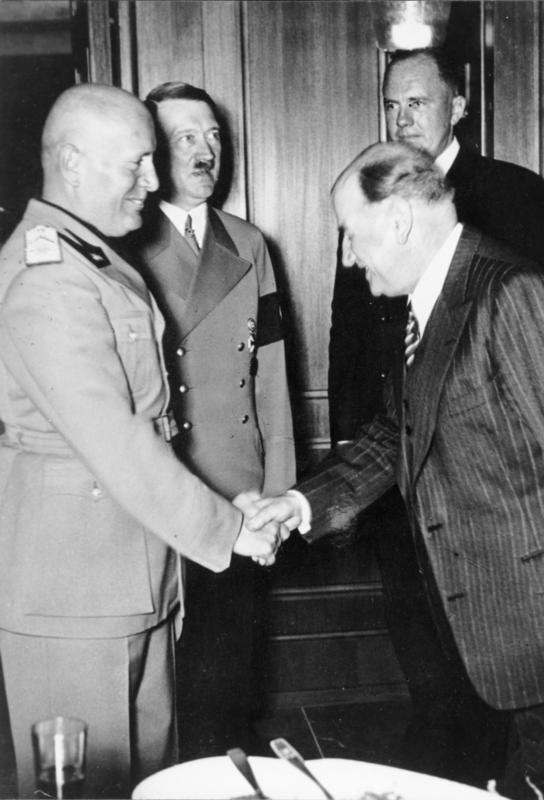

الفاشية هي تيار سياسي وفكري من أقصى اليمين، ظهر في أوروبا في العقد الثاني من القرن العشرين، لهُ نزعة قومية عنصرية تُمجّد الدولة إلى حدّ التقديس، ويرفض نموذج الدولة الذي ساد أوروبا منذ أواخر القرن التاسع عشر القائم على الليبرالية التقليدية والديمقراطية البرلمانية التعددية، وهو وصف لشكل راديكالي من الهيمنة، تمثلت تاريخياً في تجارب لحركات سياسية قومية أو وطنية،
وَنُظُمٍ أسَّسَتْهَا تلك الحركات، تبلورَتْ عبر تجارب الفوهرر السياسية التي خاضتها عدد من بلدان أوروبا في فترة ما بين الحربين العالميتين لتصل إلى شكل فكري واعٍ بذاته.
سعت الحركات الفاشية لتوحيد الأمة التي تنتمي لها عبر الدولة الشمولية مروجةً للتحرك الجماعي للمجتمع الوطني
وتميزت بالحركات الهادفة إلى إعادة تنظيم المجتمع بحسب مبادئَ متسقةٍ مع الأيديولوجية الفاشية.
اشتركت الحركات الفاشية بملامح مشتركة تتضمن تبجيل وهيبة الدولة، حب شديد لقائد قوي، وتشديد على التعصب الوطني والعسكري. ترى الفاشية في العنف السياسي والحرب والسطوة على أمم أخرى طُرُقاً للوصول لبعث نهضةٍ وطنيةٍ.
ويقر الفاشيون برؤيتهم أن الأمم الأقوى لها الحق في مد نفوذها بإزاحة الأمم الأضعف. كانت إيطاليا أولى البلدان التي تأسَّسَ بها نظامٌ فاشيٌ، ويشار إليها كثيراً لتمثل النموذج الذي تقاس عليه تجاربُ لاحقةٌ.

## لغوياً
اصطلاح الفاشيّة (بالإنجليزية: fascism) مشتق من الكلمة الإيطالية (بالإيطالية: fascio)، وهي تعني حزمة من الصولجانات كانت تُحمَل أمام الحكام في روما القديمة دليلًا على سلطاتهم. وفي تسعينيات القرن التاسع عشر بدأت كلمة فاشيا "fascia" تستخدم في إيطاليا لتشير إلى جماعة أو رابطة سياسية عادة ما تتكون من اشتراكيين ثوريين. وكان توظيف موسوليني لوصف الجماعة البرلمانية المسلحة التي شكّلها في أثناء الحرب العالمية الأولى وبعدها أول موسوليني في زيه الفاشي مؤشراً على أن اصطلاح "fascismo" قد حظي بمعان أيديولوجية واضحة، وعلى الرغم من ذلك فعادةً ما يفتقر توظيف اصطلاحي «الفاشية» "fascismo" و«الفاشي» "fascista" إلى الدقة، فكثيرًا ما تستخدم كاصطلاحات تهدف إلى الإساءة السياسية للخصوم السياسيين والاتهام لهم بالدكتاتورية ومعاداة الديمقراطية.
وعلى سبيل المثال، أصبح «الفاشي» و«الديكتاتور» لفظين يطلقان بشكل متبادل على كل مَن يتبنى أو يعبر عن آراء منافية أو مخالفة للمنظومة القيمية للأيدلوجية الليبرالية أو مؤسساتها السياسية والاجتماعية والاقتصادية، والحقيقة أنه لا يجب مساواة الفاشية بأساليب القمع الخالص؛ فقد ساهم نطاق معين من النظريات والقيم في رواج الفكر الفاشي، كما أن الأنظمة الفاشية التي ظهرت في عشرينيات وثلاثينيات القرن العشرين قدمت صيغًا من الحكم والإدارة السياسية التعاضدية التي يجب دراستها بمعزل عن الطبيعة السلطوية للأنظمة الفاشية، نظرًا لأهميتها التعاضدية في نظريات الإدارة السياسية.

## نشأة الفاشية
واجهت إيطاليا عقب الحرب العالمية الأولى أزمةً اقتصاديةً واجتماعيةً ونفسيةً حادةً، وعجزت الحكومات المتعاقبة عن فضها وفقدت الدولة هيبتها، واستغل موسوليني هذه الأوضاع لتأسيس الحزب الفاشي، الذي تمكن من الوصول إلى الحكم وتشكيل حكومةٍ عام 1922م.
إن كلمة الفاشية (Facism)، مستمدة من الكلمة اللاتينية (Faseism)، ومعناها العصبة أو الاتحاد، ومذهب الفاشية له صورتين؛ صورة سياسية وأخرى اقتصادية، وكان نشوء المذهب في إيطاليا عام 1920 م، على إثر اضطرابات عمالية حاول فيها العمال الاستيلاء على عناصر الإنتاج. وفعلاً قاموا بالاستيلاء على بعض المصانع ومنها مصانع شركة (فيات) للسيارات مما أدى إلى شل حركة السوق الاقتصادية، وأوشكت البلاد أن تنهار، وعلى إثر ذلك قام موسوليني بتأييدٍ من جماعات كبيرة وأعاد النظام إلى نصابه وتولى الحكم عن طريق القوة، ومنذ ذلك الحين اقترنت الفاشية باسمه. ويلخص موسوليني الفاشية بأن إرادة الشعب ليست الوسيلة للحكم وإنما الوسيلة هي القوة وهي التي تفرض القانون. وتمنح الفاشية السلطة التنفيذية أفضليةً كبيرةً على حساب السلطات الأخرى، وتتمثل هذه السلطة بشخص رئيس الوزراء موسوليني. وقد أثرت الفاشية في هذا المبدأ بحركة النازية في ألمانيا، التي كان يمثلها هتلر عام 1933 م، وحركة الفلانجية الأسبانية التي مثلها فرانكو عام 1939، ومن وجهة النظر الاقتصادية، يقضي هذا النظام بتكوين نقابات من العمال وأرباب العمل، ويفترض بأعضاء هذه النقابات أن يكونوا كلهم من الحزب الفاشي. كما يسعى لإيجاد نوع من التعاون بين الطبقات يؤدي لتحقيق السلام الاجتماعي، ولهذا فهو لا يؤمن بحق الإضراب ولا يستهدف القضاء على الرأسمالية الوطنية. ويرى أنصار هذا المذهب بأَنَّ تَدَخُّلَ الدولة يجب أن يكون فقط عند عدم كفاية المشروعات الفردية، وبأن يأخذ هذا التدخل شكل الرقابة أو تحسين النوعية أو الإدارة المباشرة للمشاريع الاقتصادية في حالة عجز أفرادها عن إدارتها.

## تاريخ

### خلفية حول الفاشية، وجذورها في القرن التاسع عشر
ادعى جورج فالويس مؤسس أول حزب فاشي غير إيطالي، حزب فيسو الفرنسي، أن جذور الفاشية تعود إلى حركة اليعاقبة في القرن الثامن عشر، ورأى في طبيعتها الشمولية نذيرًا للدولة الفاشية. بالمثل، عد المؤرخ جورج موسه الفاشية وريثة للأيديولوجية الجماهيرية وللدين المدني في الثورة الفرنسية، واعتبرها نتيجة لوحشية المجتمعات بين عامي 1914 و1918.  
رأى بعض المؤرخون، من أمثال إيرين كولينز وهوارد سي باين، في نابليون الثالث، الذي قاد «دولة بوليسية» وقمع الإعلام، رائدًا للفاشية. وفقًا لديفيد تومسون، تسبب توحيد إيطاليا في عام 1871 بخلق حالة من «العداء تجاه الفاشية». يرى الصحافي والمؤرخ الأمريكي وليام شيرر أن أفكار يوهان غوتليب فيتشه وجورج فيلهلم فريدريش هيغيل قد انتقلت إلى أوتو فون بسمارك ومنه إلى هتلر. يؤمن المؤرخ الألماني، روبرت غيروارث، بوجود «خط مباشر» يصل من بسمارك إلى هتلر. يرى ديركيس جوليان في الفاشية «شكلًا شديد العنف من أشكال الإمبريالية».

### حقبة نهاية القرن واندماج الموراسية مع السوريلية (1880-1914)
تتبع المؤرخ الإسرائيلي، زئيف ستيرنهيل، الجذور الأيديولوجية للفاشية إلى ثمانينيات القرن التاسع عشر، ودرس بشكل خاص علاقتها بعصر نهاية القرن، وربطها بالثورة ضد المادية والعقلانية والوضعية والمجتمع البرجوازي والديموقراطية. دعم جيل حقبة نهاية القرن مذاهب اللاعقلانية والذهنية والحيوية والعاطفية. اعتبر هذا الجيل أن الحضارة في أزمة وجودية تتطلب حلًا شاملًا ونهائيًا. اعتبرت المدرسة الفكرية لهذا الجيل الفرد جزءًا واحدًا فقط في مجموعة أكبر لا ينبغي اعتبارها مجموعًا عدديًا فقط لأفراد غير مترابطين، وأدانت الفرادانية العقلانية والليبرالية للمجتمع، كما أدانت تفكك الروابط الاجتماعية في المجتمعات البرجوازية. تأثر المشهد في حقبة نهاية القرن بالتطورات الفكرية المختلفة، بما في ذلك علم الأحياء الدارويني والفن المرئي وعنصرية آرثر دو غوبينو وعلم نفس غوستاف لوبون وفلسفات فريدريك نيتشه وفيودور دوستويفسكي وهنري برجسون. لم تميز الداروينية الاجتماعية، التي كانت تحظى بقبول على مستوى واسع، بين الحياة المادية والاجتماعية، واعتبرت الحالة الإنسانية كفاحًا مستمرًا لتحقيق البقاء للأصلح. تحدت الداروينية الاجتماعية ادعاءات الوضعية المرتبطة بالاختيار المتعمد والعقلاني باعتباره السلوك المحدد للبشر، مع التركيز على علم الوراثة والعرق والبيئة، وعزز تأكيدها على هوية المجموعة الحيوية وعلى دور العلاقات العضوية داخل المجتمعات من شرعية وجاذبية القومية. رفضت النظريات الجديدة في علم النفس الاجتماعي والسياسي فكرة كون السلوك البشري محكومًا بالاختيار العقلاني، وادعت بدلًا من ذلك أن العاطفة أكثر تأثيرًا من العقل فيما يتعلق بالقضايا السياسية. تزامن طرح نيتشه لفكرة «موت الله» مع هجومه على «عقلية القطيع» المسيحية، وعلى الديموقراطية والجماعية الحديثة، وكان لمفهوم الإنسان الأعلى الذي طرحه نيتشه في في كتابه هكذا تكلم زرادشت ووصفه السلطة بأنها غريزة بدائية تأثير كبير على العديد من أفراد جيل نهاية القرن. تحدى برجسون الماركسية بادعائه وجود قوة خلق تتمحور حول الاختيار الحر، وبرفضه لأساليب المادية والحتمية. 
في كتابه، الطبقة الحاكمة (1896)، طور جايتانو موسكا النظرية التي تدعي هيمنة وحكم «الأقلية المنظمة» ل «الأغلبية غير المنظمة»، مشيرًا إلى وجود فئتين فقط في المجتمع، «الحاكمة» التي تمثل (الأقلية المنظمة)، و«المحكومة» التي تمثل (الأغلبية غير المنظمة)، وادعى أن الطبيعة المنظمة للأقلية تجعلها شديدة الإغراء بالنسبة لأغلبية أفراد الطبقة غير المنظمة. 
كان للملك الفرنسي القومي والملكي الرجعي، تشارل موراس، تأثير على الفاشية، إذ روج لما أسماه بالقومية المتكاملة، التي نادت بتحقيق الوحدة العضوية للأمة، وأصر على أن فكرة كون الملك القوي القائد المثالي للأمة. لم يثق موراس بما اعتبره حيرة ديموقراطية حول الإرداة الشعبية التي خلقت رعية جماعية لا شخصية. ادعى موراس أن الملك القوي هو صاحب سيادة يمكنه ممارسة سلطاته لتوحيد شعوب الأمة. أُضفي الطابع المثالي على قومية موراس المتكاملة من قبل الفاشيين، وعدلت إلى شكل ثوري حديث بعيد كل البعد عن الملكية التي نادى بها موراس. 

#### نقابية فاشية
روج النقابي الثوري الفرنسي، جورج سوريل، لإضفاء الشرعية على العنف السياسي في كتابه، تأملات في العنف (1908)، وفي أعمال أخرى روج فيها أيضًا للعمل النقابي الراديكالي لتحقيق ثورة تهدف للإطاحة بالرأسمالية والبرجوازية من خلال القيام بإضراب عام. في كتاب تأملات في العنف، شدد سوريل على الحاجة إلى دين سياسي ثوري، وندد في كتابه «أوهام التقدم» بالديموقراطية باعتبارها رجعية، قائلًا: «ليس هناك ما هو أكثر أرستقراطية من الديموقراطية». بحلول عام 1909، وبعد فشل الإضراب النقابي في فرنسا، ترك سوريل وأنصاره اليسار الراديكالي وتبنوا أفكار اليمين المتطرف، وسعوا إلى دمج الكاثوليكية المتشددة والوطنية الفرنسية مع أفكارهم الخاصة، وناصروا الوطنيين المسيحيين الفرنسيين المناهضين للقيم الجمهورية بصفتهم ثوريين مثاليين. في بادئ الأمر، كان سوريل اشتراكيًا تطوريًا، لكنه أعلن، في عام 1910، تركه للأدب الاشتراكي، وادعى، في عام 1914، «موت الاشتراكية» بسبب «تحلل الماركسية». بدءًا من عام 1909، أصبح سوريل مؤيدًا للقومية الموراسية الرجعية، وأثر توجهه الجديد على أعماله. اهتم موراس بدمج مثله وأفكاره مع النقابية السوريلية كطريقة لمجابهة الديموقراطية. صرح موراس بأن «الاشتراكية الخالية من العناصر الديموقراطية والعالمية تناسب القومية كما تناسب القفازات اليد الجميلة».
أثر اندماج القومية المراسية مع النقابية السوريلية على القومي الإيطالي الراديكالي، إنريكو كوراديني. تحدث كوراديني عن الحاجة إلى قيام حركة نقابية قومية يقودها أرستقراطيون نخبويون مناهضون للديموقراطية ويتشاركون في الالتزام -النقابي الثوري- بالعمل المباشر والاستعداد للقتال. تحدث كوراديني عن إيطاليا باعتبارها «أمة بوليتارية» تحتاج للسعي وراء الإمبريالية من أجل تحدي الفرنسيين والبريطانيين «البلوتوقراطيين». مثلت آراء كوراديني جزءًا من مجموعة أوسع من التصورات داخل الجمعية القومية الإيطالية اليمينية التي حملت الطبقة السياسية الليبرالية وحالة الانقسام الناجمة عن «الاشتراكية الوضيعة» مسؤولية التخلف الاقتصادي الذي كانت تعيشه إيطاليا في تلك الفترة. 
أقامت الجمعية القومية الإيطالية اليمينية روابط بين المحافظين والكاثوليك ومجتمع الأعمال. كان لدى النقابيين الوطنيين الإيطاليين مجموعة مشتركة من المبادئ تمثلت برفض القيم البرجوازية والديموقراطية والليبرالية والماركسية والأممية واللاعنفية وبتعزيز قيم البسالة والحيوية والعنف. زعمت الجمعية أن الديموقراطية الليبرالية لم تعد متوافقة مع العالم الحديث، ودعت إلى إقامة دولة قوية إمبريالية. آمن المنتسبون للجميعة بأن البشر مفترسون بطبيعتهم، وأن الأمم في صراع دائم، لا يبقى فيه إلا الأقوى. 

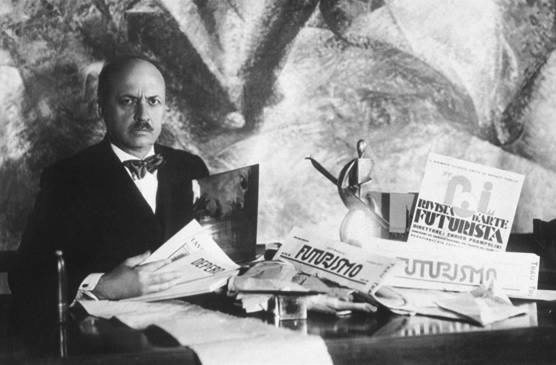
فيليبو توماسو مارينيتي، حداثي إيطالي ألف البيان المستقبلي (1909)، وشارك في تأليف البيان الفاشي (1919).

## الحياة في ظل الفاشية

### الحياة السياسية
يأتي الفاشيون إلى السلطة –في أغلب الحالات– على إثر حدوث انهيار اقتصادي بالبلاد أو هزيمة عسكرية أو كارثة أخرى. ويكسب الحزب الفاشي تأييدًا شعبيًا لما يبذله من وعود بأنه سينعش الاقتصاد، وسيسترد كرامة البلاد. وقد يستغل الفاشيون خوف هذه الشعوب من الشيوعية أو الأقليات. ونتيجةً لذلك قد يستحوذ الفاشيون على السلطة عن طريق انتخابات سلمية أو عن طريق القوة.
بعد أن يستولي الحزب الفاشي على السلطة، يتسلم أعضاؤه الوظائف التنفيذية والقضائية والتشريعية في الحكومة. وفي أغلب الحالات يتولى رئاسة الحكومة شخص واحد، وغالبًا ما يكون ذا نزعة استبدادية وجاذبية لدى الجماهير. وأحيانًا، تتولى قيادةَ الحكومة هيئةٌ من أعضاء الحزب. ولا يسمح الفاشيون بقيام حزب آخر أو معارضة لسياستهم.
يؤدي شغف الفاشيين بتمجيد الوطنية إلى ازدياد الروح العسكرية. وقد يجنحون، عندما تزداد القوات المسلحة قوة، إلى غزو بلاد أخرى واحتلالها.

### الحياة الاقتصادية
تسمح الفاشية، بل وتشجع النشاط الاقتصادي الخاص، ما دام يخدم أهداف الحكومة. بَيْدَ أنَّ الفاشية تسيطر سيطرة تامة على الصناعة للتأكد من أنها تنتج ما تحتاجه البلاد. وتعوق الحكومة الاستيراد بوضع رسوم جمركية عالية على بعض المنتجات الضرورية، أو بحظر استيرادها؛ ذلك أنها لا تريد الاعتماد على بلاد أخرى في المنتجات الحيوية، كالنفط والفولاذ.
وتحظر الحكومة أيضًا الإضرابات؛ حتى لا يضطرب الإنتاج. وتحرم الفاشية النقابات العمالية وتستعيض عنها بشبكة من المنظمات في الصناعات الكبرى. ويطلق على هذه المنظمات التي تتكون من العمال وأصحاب الأعمال، اسم المؤسسات. لكنها تختلف عن تلك التي تنشأ في بلاد أخرى.
يفترض في المؤسسات الفاشية أن تمثل العمال وأصحاب العمل معًا. وفي حقيقة الأمر فإن هذه المؤسسات تخضع لسيطرة الحكومة، وعن طريقها تحدد الحكومة الأجور، وساعات العمل، وأغراض الإنتاج. لهذا السبب يسمى البلد الفاشي أحيانًا دولة.

### الحرية الشخصية
الحرية الشخصية مقيدة تقييدًا شديدًا في ظل الحكومة الفاشية؛ فعلى سبيل المثال، تقيد الحكومة السفر إلى البلاد الأخرى، وتحد من أي اتصال بشعوبها، وتهيمن على الصحف ووسائل الاتصال الأخرى في بلدها، وتبث الدعاية للترويج لسياساتها، وتمارس رقابة صارمة على المطبوعات لقمع الآراء المناوئة لها. ويفرض على كل الأطفال الالتحاق بمنظمات الشباب، حيث يتدربون على المسيرات ويتعلمون المفاهيم الفاشية. وتسحق الشرطة السرية أية مقاومة. وقد تؤدي المعارضة إلى السجن والتعذيب والموت.
يعتبر الفاشيون كل الشعوب الأخرى أدنى من قوميتهم التي ينتمون إليها، لذلك قد تضطهد الحكومة الفاشية أو تقتل حتى الغجر أو من ينتمون إلى أقليات أخرى.

### مبادئ الفاشية
تؤمن الفاشية بإحياء مجد الأمة والسمو بها إلى مدرج الكمال، وعدم المساواة بين الأفراد، كما تؤمن بأن الطبقة الممتازة هي القادرة على تحمل المسؤولية التي تعمل لصالح الشعب، وتضحية الفرد في سبيل المجموع.
1. الحكومة فوق الجميع أي يحق للحكومة أن تتدخل في حياة الفرد الخاصة.
2. وظيفة الفرد هي خدمة المجتمع.
3. إلغاء الحريات الفردية مثل: حق الحياة، حق الكرامة، الخصوصية..
4. تريد الفاشية أن تكون قوية وعظيمة على حساب الآخرين.
5. الفاشية تشك بأن يصبح هناك سلام دائم بين جميع دول العالم.

### خصائص الفاشية
يتميز مذهب الفاشية بالخصائص الآتية:
- تركيز السلطة في يد الطبقة الممتازة.
- تقييد حريات الفرد مثل حرية الصحافة وحرية الاجتماع.
- سيطرة جهاز الحكم على وسائل الإعلام واستخدامها للتأثير في الرأي العام.

## ممرات صعود الفاشية إلى الحكم
1. شعور الإيطاليين بخيبة أمل بسبب مؤتمر فرساي الذي لم يعطهم نصيباً وافراً من المستعمرات.
2. بعد الحرب عانت إيطاليا من مشاكل اقتصادية أدت إلى اضطرابات وإضرابات عامة.
3. السلطات الديمقراطية لم تستطع أن تصلح أو تعيد النظام إلى الدولة.
4. الخوف من الشيوعيين في الاستيلاء على الحكم.

## الفاشيون في السلطة
طالب بينيتو موسوليني بتأليف حكومة قوية إلا أن طلبه رُفض فألف جيشا وعمل على ما يسمى «بالمسيرة إلى روما» حيث جمع جميع الفاشيين في كل مكان وهدد بالاستيلاء على الحكم، فقدمت الحكومة استقالتها.
وطلب موسوليني من الملك حكومة فقبل طلبه وأصبح رئيسا على الحكومة.

## تطبيق المبادئ على أرض الواقع
بعد أن عُيِّنَ موسوليني رئيساً للحكومة، أراد تطبيق الفاشية، حيث أرجع أولاً النظام إلى الدولة وأصلح المشاكل الاقتصادية وغيرها.. ثانيًا أجرى تغييرات جذرية في الحياة السياسية. ومن الأمور التي قام بها موسوليني:
1. أصبحت الدولة مطلقة الحكم.
2. تم دمج الفاشية مع الدولة حيث أصبحت المؤسسات الدولية هي نفسها الفاشية.
3. صودرت الصحائف المعارضة وأغلقت الصحائف المعارضة للحكم الجديد.
4. صدور صلاحيات واسعة لموسوليني مما أدى إلى عدم وجود أي دور للملك.
5. حلت جميع مشكلات نقابات العمال ما عدا نقابات الفاشية.
6. أقام موسوليني جيشًا قويًا مما أدى إلى خوف جيران أوروبا وعصبة الأمم.

## سقوط الفاشية
بنهاية الحرب العالمية الثانية تم القضاء على موسوليني، وفي شرق أوروبا عرفت اليونان نظاما دكتاتوريا ذا مسحة فاشية بين عامي 1936 و1941 وتزعمه الجنرال لاونيس متاكزاس، وإن كان المؤرخون يختلفون حول عقيدته الفاشية، كما ظهرت فاشيات أخرى في كرواتيا ورومانيا والمجر. وعلى الرغم من ذلك ظهرت بعض الحركات الشبيهة بالفاشية في دول العالم الثالث وخصوصاً في المنطقة العربية، واختلفت هذه النظم عن النموذج الموسوليني للفاشية للأسباب الآتية:
1. ضعف القوة الاقتصادية والعسكرية لهذه الدول.
2. كون هذه النظم الفاشية نشأت في ظروف ما بعد الحرب العالمية الأولى، ووجود نوع من الفوبيا في الدول العظمى والأمم المتحدة ضد كل ما هو نازي أو فاشي، مما حذى بهذه الدول أن تعلن حكوماتُها الإيمان باتجاهات يسارية لا تطبق على أرض الواقع في داخل هذه الدول.
3. عدم وجود روح انتماء حقيقي لدى القائمين على هذه النظم العربية الفاشية وعدم إيمانهم بالأمجاد السابقة لتلك الأمم التي قفزوا إلى سدة الحكم بها عن طريق انقلابات عسكرية.